# Apistogramma diplotaenia
Apistogramma diplotaenia är en fiskart som beskrevs av Kullander, 1987. Apistogramma diplotaenia ingår i släktet Apistogramma och familjen Cichlidae. Inga underarter finns listade i Catalogue of Life.